# Гампер, Конрад Ульрихович
Гампер Конрад Ульрихович (нем. Gamper Conrad; 30 апреля 1846 года, Нейхауз, кантон Тургау, Швейцария — 29 сентября 1899 года, Краматорск, Донецкая область, Украина) — выходец из Швейцарии, конструктор/архитектор, соучредитель фирмы «В. Фицнер и К. Гампер», основатель множества машиностроительных заводов, «третий крёстный отец Краматорска» (100 самых известных имён Краматорска; В.А Бабкин).

## Биография
Конрад Ульрихович Гампер родился 30 апреля 1846 года, в Нейхауз, что в Тургау, Швейцария. По неизвестным причинам, в возрасте 17-ти лет, он покинул дом и «отправился в мир, чтобы начать в столь юном возрасте тяжёлую борьбу за жизнь». Поступив на работу учеником слесаря, Конрад, одиннадцать лет, не разгибая спины, постигал премудрости избранной профессии. Одновременно с работой он занимался своим образованием, наконец-то юноша получает высшее политехническое образование.
1867 год Конрад провёл во Франции, на протяжении двух лет работал на заводах, почти весь период бедствовал. Молодой человек побывал почти во всей Европе, Гамперу довелось участвовать на стройках в Германии, Чехии, Венгрии, Франции. В 1874 году бедняге повезло, ему предложили должность конструктора на заводе фон Руффера во Вроцлаве. С того момента деятельность Конрада приобретает постоянное направление. Его сразу заметил владелец завода, который, оценив способности собственного конструктора, предлагает ему строительство двух железных мостов на реке Одра, а позже — железнодорожного моста под Козлем.
В 1876 году Конрад Ульрихович Гампер становится директором завода по производству паровых котлов и железных мостов в Пилахютте в Горном Сленске. Находясь там, новый директор, предлагает фон Руфферу открыть новые филиалы данного предприятия, но последний был против. Через некоторое время к Конраду пришло предложение от небезызвестного владельца завода по производству котлов в Лаурахютте в Горном Сленске В. Фицнера, строить фабрику котлов на территории Царства Польского, Гампер не задумываясь согласился.
В 1880 году на территории Сосновец — Домбровского бассейна, на одном из участков имения, которое когда-то принадлежало прусскому графу Ренарду, К. Гампер и В. Фицнер учредили свою фирму и построили котельный, мостостроительный и механический завод в Сельцах, около города Сосновец. Близость фабричных центров Царства Польского и соседство ширококолейной железной дороги, соединяющей Сосновец с заводами и фабриками центра, играли лишь положительную роль. Второй машиностроительный завод в Домброве был приобретен фирмой «В.Фицнер и К.Гампер» в 1893 году, ассортимент выпускаемой продукции был довольно разнообразен. За неполных два десятилетия своего существования их фирма поставила металлоконструкции для 8-ми доменных печей в Польше и 6-ти на заводы Юга Российской империи. В 1893 году Конрад присоединил к своему предприятию завод машин и литья в Домброве, а в 1895 выкупил долю у В.Фицнера.
Из-за того, что расположение его заводов в Сосновец — Домбровском бассейне работали на бедной железной руде и ввозили уголь из-за границы, что в итоге негативно сказывалось на стоимости их продукции, Гампер незамедлительно начал действовать. Он принимает подданство Российской империи, вместе с семьёй перебирается в Санкт-Петербург (Жена — Юлия; сыновья — Конрад, Павел; дочери — Фаня, Эрна, Юлия). Во второй половине 1896 года Конрада Ульриховича уже приняли в купеческое сословие и записали купцом 1 — й гильдии. В целях Гампера была покупка земельного участка где-то на юге Российской империи и построить там завод — филиал польских предприятий — в поисках участка земли он прибыл в Краматорск.
1896 году Конрад приобретает земельный участок у Тарановых-Белозёровых, который простирался по обеим стороны реки Маячка, на левобережье Казённого Торца. Вскоре здесь вырос Краматорский механический завод (на его базе существуют: СКМЗ, КМЗ) Первыми, по-настоящему опытными, работниками были поляки — столяры — модельщики и литейщики, и уже они брали к себе в подмастерье выходцев из окрестных деревень.
В мае 1896 года закончилось строительство каменного литейного цеха, а уже осенью этого года, когда первые формы были готовы к заливке, над Краматорском прошёлся гудок. Весной 1897 года строительство основных цехов завода было закончено. Краматорский механический завод стал третьим предприятием, принадлежавшее фирме Конрада Гампера. В 1897 году, для содержания своих предприятий, он основал Общество копательных и механических заводов «В.Фицнер и К.Гампер».
В 1898 году швейцарец уже начал строить доменные печи на Краматорском заводе и всего спустя год, 15 мая 1899 года, он учредил Краматорское металлургическое Общество, а разрешение было подписано русским царём Николаем II 23 апреля 1899 года. Капитал Гампера достигал 6,5 миллионов рублей.
Конрад Ульрихович Гампер умер внезапно, его смерть ничего не предвещало, он скончался от инфаркта, без мучений. Случилось это на работе, 29 сентября 1899 года (по старому стилю) в Краматорске. Позже его тело было перевезено в Польшу, город Сосновец, что в Силезском воеводстве и захоронено на евангелистском кладбище.

## Достижения
- На всемирной выставке в Париже 1900 года, Конрад Гампер удостоился высшей награды — «Grand Prix» за паровой котёл собственной конструкции, изготовленный в Польше мастером Робертом Куликом.
- Паровые котлы конструкции Гампера были установлены в Зимнем дворце Санкт-Петербурга, а также в других дворцах Его Императорского Величества.